# Rochester (Minnesota)
Rochester település az Amerikai Egyesült Államok Minnesota államában, Olmsted megyében, melynek megyeszékhelye is. Lakosainak száma 121 395 fő (2020. április 1.).

## Népesség
A település népességének változása:
| Lakosok száma | 106 769 | 110 742 | 121 395 |
|               | 2010    | 2013    | 2020    |